# Crassula cymbiformis
Crassula cymbiformis (лат.) — вид суккулентных растений рода Толстянка (Crassula) семейства Толстянковые (Crassulaceae), естественно произрастающий на территории Северных провинций Южно-Африканской Республики.

## Название
Родовое латинское название Crassula происходит от латинского слова crassus, — «толстый», в основном из-за присутствия у растений этого рода сочных листьев.
Видовой латинский эпитет cymbiformis происходит от лат. cymba — «лодка» и лат. -formis — «-образный», обусловлен формой листьев.

## Ботаническое описание

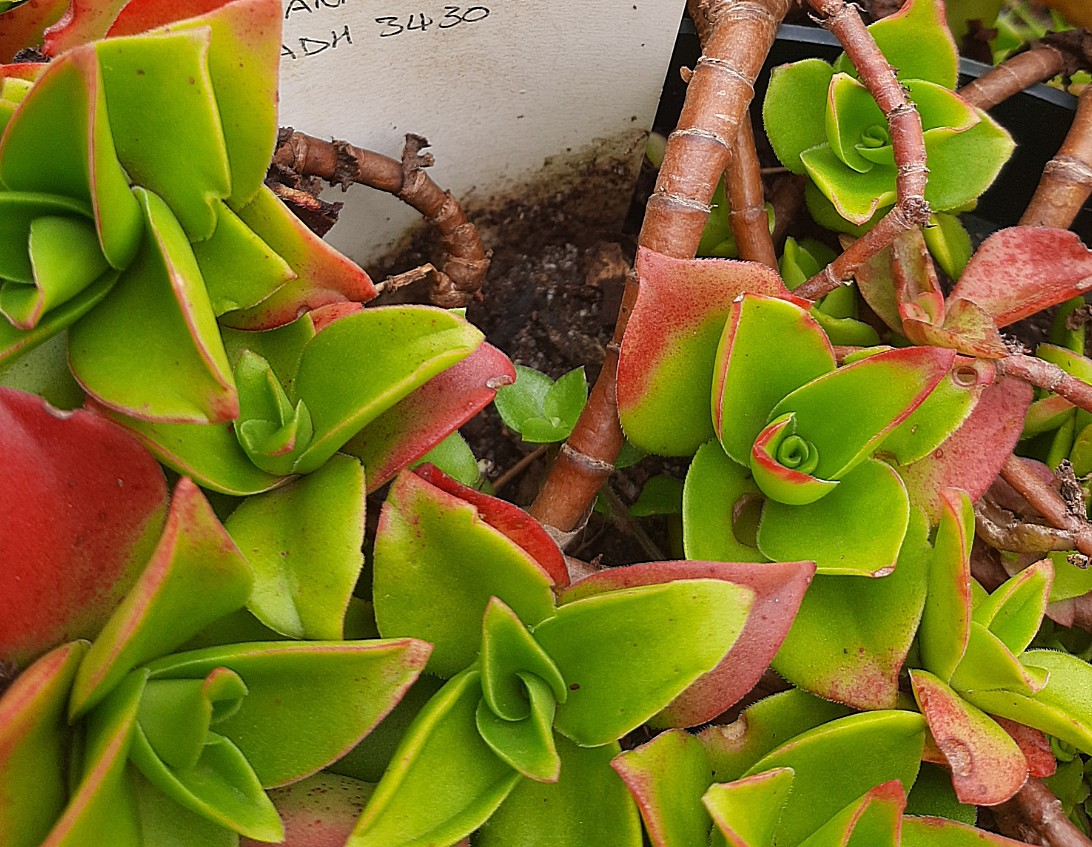
Розетки

Многолетние кустарники высотой до 20 см в период цветения. Они умеренно ветвистые, с толстыми полегающими ветвями. Листья более или менее четко четырёхрядные, старые быстро опадают. Листья снизу обратнояйцевидно-продолговатые, от продолговато-ланцетных до продолговато-ланцетных, сверху редко ланцетные, (15)40–80(95) ×15–25(32) мм, от острых до заострённых, с широким основанием, почти ушковидным, сжаты дорзивентрально и отчётливо цимбиформные. Листья мясистые, голые, за исключением тонких неровных краевых ресничек, зелёные, часто с красным оттенком.
Соцветие верхушечное, от плосковершинного до неправильно разветвленного тирса с относительно крупными прицветниками, с цветоножками 3–6 мм длиной, с голым цветоносом, покрытым листовидными прицветниками, постепенно уменьшающимися кверху. Чашечка: доли линейно-треугольные, c. 1 мм длиной, тупые или округлые, редко острые, голые, за исключением редких краевых зубцов, мясистые, зеленоватые с красным оттенком. Венчик трубчатый, сросшийся у основания около 0,5 мм, белый; доли от ланцетных до эллиптических, длиной 2,5–4 мм, от острых до слегка куполовидных, позже расширяющиеся и загибающиеся. Тычинки с коричневыми или чёрными пыльниками. Чешуйки поперечно-продолговато-клиновидные, 0,4–0,5×0,5–0,7 мм, от усечённых до слегка выемчатых, мясистые, от белого до бледно-жёлтого цвета.

## Распространение и экология
Распространен только в Ватерберхе, Трансвааль, недалеко от перевала Ранкина. Растение произрастает на поверхности неглубокой почвы, на камнях.

## Таксономия
Crassula cymbiformis Toelken, первое упоминание в Fl. S. Afr. 14: 163 (1985).